# Listă de actori - Q
|  | Listă de actori \| \| Listă de actori - Q \| Liste alfabetice de actori și actrițe \| Listă de actrițe A - B - C - D - E - F - G - H - I - J - K - L - M - N - O - P - Q - R - S - T - U - V - W - X - Y - Z |

## Actori - Q
| - Will Quadflieg (1914 - 2003) - Dennis Quaid (* 1954) | - Randy Quaid (* 1950) - Anthony Quayle (1913 - 1989) | - Aidan Quinn (* 1959) - Anthony Quinn (1915 - 2001) |

## Actrițe
|  | Listă de actrițe \| \| Listă de actori \| Liste alfabetice de actori și actrițe \| Listă de actrițe A - B - C - D - E - F - G - H - I - J - K - L - M - N - O - P - Q - R - S - T - U - V - W - X - Y - Z |